# Соболева акция
Соболевата акция е пропагандна акция на Българската комунистическа партия (БРП (к)) в края на 1940 г. по време на Втората световна война в подкрепа на предложения от Съветския съюз на България пакт за приятелство и взаимна помощ. Наречена е на името на съветския дипломат Аркадий Соболев.

## Предистория
В началото на Втората световна война България се опитва да запази своя неутралитет, но се стреми да използва международната ситуация в своя полза. На 7 септември 1940 г. под диктата на СССР и Германия се сключва Крайовската спогодба между България и Румъния с която България получава обратно Южна Добруджа. На 16 октомври 1940 г. германският външен министър Йоахим фон Рибентроп иска от страната в двудневен срок да определи политиката си спрямо Тристранния пакт, а на същия ден Бенито Мусолини заявява на българския посланик, че Кралство Италия очаква от България да се включи в бъдещата война срещу Кралство Гърция. България отклонява и двете искания. СССР не членува в пакта, но има сключен договор с Германия пакт Молотов – Рибентроп. Според него Балканите не попадат в ничия зона на влияние и не фигурират в тайните клаузи за разпределение на територии. Италия напада Гърция на 28 октомври 1940 г., но войната не се развива добре за нея и тя започва да се надява на военна помощ в случай на встъпване на България в нея.
Същевременно чрез германския посланик в Москва съветският диктатор Йосиф Сталин се опитва да договори условията, при които Съветският съюз желае да се присъедини към Тристранния пакт, сред които е възможност за териториален и военен контрол на Балканите, южно от река Дунав. На 12 ноември в Берлин се състоят съветско-германски преговори. Германското правителство предлага на СССР да се присъедини към пакта, но водещият преговорите Молотов отговаря, че СССР е готов да се присъедини, но не като страна, а като партньор. Молотов твърди, че взаимодействието с Германия предполага, че след като немските войски са навлезли в Румъния, съветските следва да имат свои бази в България. От преговорите Сталин разбира, че германците нямат сериозно намерение да приемат това предложение. Те твърдят, че войските им са поканени официално от правителството на Румъния и приканват СССР да получи такава покана от България. На 17 ноември българския монарх е на тайно посещение в Берхтесгаден и се среща с Хитлер, като Борис III за пореден път отхвърля предложението за присъединяване към Тристранния пакт, позовавайки се на възможните усложнения със СССР. На 19 ноември българският пълномощен министър в Москва Стаменов е поканен от помощник-комисаря на външните работи Деканозов, който му заявява, че България може да получи гаранции за своята сигурност не само от Германия, но и от СССР. Молотов съобщава на Стаменов, че ако българското правителство приеме да сключи пакт със СССР, той е готов да подкрепи териториални претенции за разширение на България. На 23 ноември външния министър Попов изпраща отговора на Стаменов, в който се казва, че България не се чувства застрашена и не са необходими гаранции, а също така, че е поканена да влезе в Тристранния пакт и се проучва това предложение.

## Развитие
Междувременно Сталин решава да не чака повече в тази патова ситуация и прави светкавичен дипломатически демарш в София. Така на 24 ноември 1940 г. той изпраща там Аркадий Соболев, генерален секретар на Народния комисариат на външните работи на СССР. На 25 ноември Соболев е приет последователно от външния министър Иван Попов, от премиера Богдан Филов и накрая от цар Борис III.
Предложенията направени от Соболев в София са за договор за взаимна помощ. Съветската страна обещава запазване на независимостта и политическия режим в страната и съдействие за защита на българските интереси в Западна и Източна Тракия, в замяна на което България трябва да предостави на СССР военни бази в Бургас и Варна. Малко преди това подобни предложения са направени на Литва, Латвия и Естония, които през същата 1940 г. вече са анексирани от СССР. По този повод Сталин казва: „В пактовете за взаимопомощ намерихме формата, която ще ни позволи да поставим редица страни в сферата на влияние на Съветския съюз.“
Точка 12 от предложението на СССР твърди, че ако се сключи пактът за взаимопомощ, отпадат възраженията против присъединяването на България към Тристранния пакт, както и че СССР също вероятно ще се присъедини към него. СССР се задължава да окаже всякаква помощ на България, в случай че бъде застрашена от трета държава. Наред с това се подчертава готовността на съветското правителство да подпомогне българската икономика с необходимите суровини и средства. От своя страна България трябва да окаже помощ на СССР в случай на заплаха на черноморското му крайбрежие.
Междувременно, на 25 ноември Георги Димитров е извикан на разговор при Сталин и Молотов, които уведомяват комунистическия лидер за отправеното предложение към България за сключване на пакт между двете страни. След срещата си със съветските ръководители Димитров съставя телеграма в духа на съветските предложения и я изпраща до българските комунисти, след което БРП (к) разгръща широка кампания, финансирана от Коминтерна, за приемане на съветските предложения. Чрез многобройни позиви партията агитира в полза на направеното предложение. Първоначално местните комунисти отпечатват листовки с текста на съветския меморандум, но след остра реакция от Москва разпространението им е спряно. Провеждат се събрания и сбирки по фабрики, учреждения, читалища, казарми. До Министерския съвет и Народното събрание са изпратени множество резолюции, писма и телеграми. По време на кампанията Никола Вапцаров пише едно от най-известните си стихотворения – „Селска хроника“. В позив на РМС, младежката организация на комунистическата партия, се казва: „Искаме съюз със СССР!“ и „Искаме съюз с героична и социално-прогресивна Германия!“, както и „Да живеят другарят Сталин и другарят Хитлер, вождовете на съветската и немската работническа класа.“ В кампанията се включват и редица други политически партии – „Звено“, БЗНС „Александър Стамболийски“, БЗНС „Врабча 1“, БРСДП (о).
На 26 ноември Аркадий Соболев си тръгва от България без ясен отговор на своите предложения. На същия ден посланикът на Германия в Москва изпраща в Берлин телеграма с гриф „Съвършено секретно!“. Телеграмата разяснява, че на 25 ноември вечерта посланикът е бил поканен от Вячеслав Молотов, който му заявява, че съветското правителство е готово да се включи в Тристранния пакт, но България трябва да бъде включена в сферата на влияние на Съветския съюз. В същия документ се предлага подписването на нов секретен протокол между Германия, Съветския съюз и Италия с признаване на факта, че сключването на съветско-български договор за взаимна помощ е политическа необходимост.
Въпреки всичко българското правителство отхвърля съветските предложения, не желаейки да усложнява отношенията със своите съседи, Германия и Великобритания, но най-вече заради недоверието си към съветските уверения за запазване на политическия режим в страната. Така, на 28 ноември на съветския посланик в София Александър Лавришчев е връчен официален отказ. Българското правителство се опитва да запази в тайна отказа на предложението, но комунистическата партия е информирана и му дава гласност.

## Последици
Според по-късната официална комунистическа историография постигнатият резултат от кампанията за сключване на българо-съветски договор е внушителен и надминава всички очаквания на организаторите, като са събрани милион и половина подписа в подкрепа на предложението на Соболев. Кампанията на БКП предизвиква остро недоволство в съветското ръководство, като на 28 ноември Сталин заявява в телефонен разговор с Димитров: „Нашите в София разпространявали позиви по повод съветското предложение към България. Глупаци!“. В отговор Димитров изпраща указания за прекратяване на „тази вредна глупост“, според които пропагандата около предложението на Соболев не трябва да има „партиен, антибуржоазен, антидинастичен и антигермански характер“ и които засилват объркването сред партийните активисти в страната.
Междувременно СССР не се отказва и на 7 декември 1940 г. съветското правителство чрез Лавришчев декларира готовността си да анулира предвидените в проекта за пакт български военни задължения и едностранно да се ангажира спрямо България с военна помощ, ако България бъде нападната. България отново отклонява предложението. Според някои историци Соболевата акция допринася за временно отлагане на войната на Балканите и предпазва България от война с Турция. По това време посланикът на Великобритания в София, след разговори в Анкара съобщава на българското външно министерство, че Турция е готова да се намеси с армията си, ако някоя чужда сила се настани на Балканите. Според други обаче, съветският натиск и заплахата от болшевизация на страната принуждават правителството в София да подпише Тристранния пакт.
На 4 януари Богдан Филов се среща във Виена с Рибентроп и с Хитлер. На тази среща българският ръководител заявява, че страната ще подпише Тристранния пакт, но не веднага, а преди германски войски да стъпят на българска територия. След като Борис III разбира за съдържанието на водените разговори реагира необичайно остро, но Филов го убеждава, че това е единственият вариант. На 20 януари на продължително заседание на Министерския съвет е прието решение за присъединяването на България към пакта, но при определени условия. На 9 февруари българският посланик Първан Драганов се среща в Берлин с Рибентроп и му предава условията, които са следните: 1) да се отложи присъединяването на България към Тристранния пакт до навлизането в страната на германски войски; 2) да се направи необходимото за успокояване на съседите на България; 3) да се потвърди писмено, че България ще получи Тракия; 4) Германия да не иска пряко българско участие във войната.
След като тези искания са приети, на 1 март, министър-председателят Богдан Филов подписва във Виена протокол за присъединяването на България към Тристранния пакт. Същия ден германски войски започват да навлизат от Румъния в страната. По този повод Молотов заявява с недоволство на германския посланик Вернер фон Шуленбург, че присъединяването на България към пакта става в ситуация, доста по-различна от тази по време на изявлението на съветското правителство от 25 ноември. При подписването на Пакта, Филов прави изявление в което се казва:
| „ | „България остава вярна на договорите за приятелство, сключени със съседите ѝ, и е решена да продължи и да развива по-нататък традиционните си приятелски отношения със СССР.“ | “ |

По това време наличието на пакта Рибентроп – Молотов, както и готовността на СССР да се включи в Тристранния пакт е повод за създаване в средите на ръководството на БРП на дружеско отношение към хитлеристка Германия. Според Върбан Ангелов: 
| „ | „Вътрешното ръководство на БКП проведе пропаганда за влизането на България в Тристранния пакт...В края на 1940 и началото на 1941 г. по нареждане на ЦК се разпространяваха хвърчащи листове, с които се подканяше българското правителство да подпише Тристранния пакт ... Когато германските войски нахлуха у нас, Партията издаде нареждане да ги посрещнем не като враждебни, а като приятелски войски... Агитацията да влезем в Тристранния пакт и във войната на страната на Германия, Италия и Япония трая до 22 юни 1941 г., когато у нас стана известно, че германската армия напада СССР.“ | “ |

В своите „Спомени" царица Йоанна Савойска пише: 
| „ | „Белези на съветско-немско приятелство имаше непрекъснато. Съветските танкери прекосяваха Черно море, за да разтоварят суровината, предназначена за Германия, в пристанищата на Варна и Бургас. Върху вагоните цистерни работниците, разтоварващи петрола, пишеха с големи букви: Да живее борбата на немските другари! Да живее братството на съветския и немския народ! Да живее другарят Хитлер!“ | “ |